# 莫克斯利 (喬治亞州)
莫克斯利（英語：Moxley）是位於美國喬治亞州傑佛遜縣的一個非建制地區。該地的面積和人口皆未知。

## 地理
莫克斯利的座標為32°55′11″N 82°23′28″W / 32.91972°N 82.39111°W，而該地的平均海拔高度為98米（即322英尺）。